# Kolsjön (Torups socken, Halland)
Kolsjön är en sjö i Hylte kommun i Halland och ingår i Nissans huvudavrinningsområde.